# Zwiahel (Tarnawka)
Zwiahel (ukr. Звягель) – dawniej samodzielna wieś na Ukrainie w rejonie czortkowskim należącym do obwodu tarnopolskiego. Po wojnie włączony do wsi Tarnawka; stanowi jej północną część.

## Historia
Zwiahel to dawniej samodzielna wieś. W II Rzeczypospolitej stanowiła gminę jednostkową Zwiahel w powiecie borszczowskim w województwie tarnopolskim. 15 czerwca 1934 gminę Zwiahel włączono do powiatu czortkowskiego
1 sierpnia 1934 w ramach reformy na podstawie ustawy scaleniowej Hryńkowce weszły w skład nowej zbiorowej gminy Kolędziany, gdzie we wrześniu 1934 utworzył gromadę Zwiahel.
Po wojnie włączone w struktury ZSRR.